# Il libro dei mutamenti
medita tutto ciò che esse intendono,

le norme fisse allora si palesano.

Se tu però non sarai l'uomo giusto,

a te il significato non si svela.»
(I Ching)
Il libro dei mutamenti (易經T, 易经S, YìjīngP, I ChingW; AFI: [î tɕíŋ]), conosciuto anche come Zhou Yi (周易, "I mutamenti della dinastia Zhou"), è ritenuto il primo dei testi classici cinesi sin da prima della nascita dell'impero cinese. È sopravvissuto alla distruzione delle biblioteche operata dal Primo imperatore, Qin Shi Huang Di.
Lo Yijing è diviso in due parti, jing 經 o 'classico' e zhuan 傳 o 'commentario', composti in momenti differenti ma tramandati come testo unico da due millenni circa. La porzione jing è composta da sessantaquattro unità, ognuna basata su un esagramma (gua 卦) composto di sei linee che sono o continue (⚊) rappresentanti il principio yang o interrotte (⚋) rappresentanti il principio yin. Per ogni esagramma vi è una spiegazione chiamata 卦辞 guaci, accompagnata dalla spiegazione delle singole linee costituenti il trigramma chiamate 爻辞 yaoci. I primi due esagrammi del testo 乾 qian e 坤 kun sono accompagnati da due ulteriori testi chiamati 用六 yongliu e 用九 yongjiu.
Considerato da Confucio libro di saggezza, è utilizzato a livello popolare a scopo divinatorio, e dagli studiosi per approfondire aspetti matematici, filosofici e fisici. Il metodo tradizionale per ottenere i responsi è quello della manipolazione di 50 steli di Achillea Millefolium, una pianta ritenuta sacra dalla tradizione cinese, ma si trovano metodi con i gusci di tartaruga o col lancio di 3 monete. Questi ultimi presentano però delle semplificazioni che ne inficiano la reale complessità e ricchezza interpretativa. Quando si utilizzano gli steli di achillea per estrarre i responsi, l'arte divinatoria è chiamata achilleomanzia.

## Storia
Anche se la tradizione attribuisce la scrittura della porzione jing al re saggio fondatore della dinastia Zhou occidentale (il re Wen, il "re scrittore", che regnò tra il 1046 e il 1043 a.C.) e a Zhou Gong 周公 (morto ca. 1032 a.C.), ed anche se probabilmente contiene materiali di quell'epoca, è probabile che riceva la struttura che accettiamo come definitiva solo alla fine della dinastia Zhou occidentale o addirittura all'inizio del periodo Zhou orientale.
Tradizionalmente si credeva che i principi dello Yijing avessero avuto origine dal leggendario eroe Fu Hsi (伏羲 Fú Xī). Questa tradizione lo vede come uno dei primi sovrani della Cina (date tradizionali a.C.), a cui sarebbero stati rivelati i trigrammi (八卦 bā gùa), in maniera soprannaturale. A partire dal tempo di Yǔ il grande (禹 Yǔ), i trigrammi erano stati sviluppati in esagrammi (六十四卦 lìu shí sì gùa), che erano stati registrati nella scrittura Lian Shan (《連山》 Lián Shān, detta anche Lia Shan Yi). Lian Shan, che in cinese significa "montagne continue", comincia con l'attuale esagramma n.52 (艮 gèn), che rappresenta due montagne una sopra l'altra e che si ritiene sia all'origine del nome stesso della scrittura.
In uno dei più importanti commentari (繫辭上, paragrafo 4) al testo ('Xici zhuan' 繫詞傳) si dice "Il Libro dei Mutamenti è alla pari dei cieli e della terra e quindi è in grado di valutare perfettamente la via dei cieli e della terra" (yi yu tian di zhun, gu neng mi lun tian di zhi dao 易与天地准 , 故能彌綸天地之道). L'I Ching è stato infatti spesso inteso come un microcosmo che comprende in sé la via dell'universo.
La filosofia del "cambiamento" derivante da questo e da altri testi ha influenzato notevolmente la letteratura e l'amministrazione del governo della dinastia Zhou. Essa venne elaborata nel tempo e lo Yijing era completo all'incirca al tempo di Han Wu Di (漢武帝 Han Wu Di), durante la dinastia Han (200 a.C. circa). Quasi tutti i commentatori confuciani hanno studiato e commentato il testo, ed i primi commentari canonici al testo (Yi zhuan 易 傳) vengono attribuiti allo stesso Confucio. Comunque il testo non è stato fondamentale solo per i confuciani ma anche per i Taoisti, ed è stato utilizzato anche da molti buddisti. Dalla data della sua prima pubblicazione (parziale) in latino (1687) è diventato anche il più conosciuto testo cinese in Occidente.
I Ching fu introdotto in Europa da Gottfried Wilhelm von Leibniz nella sua pubblicazione del 1697 Novissima sinica (Ultime notizie dalla Cina). Leibniz vide in quel simbolismo (linea spezzata=0; linea unita=1) un perfetto esempio di numerazione binaria come illustrò nel suo saggio del 1705, Spiegazione dell'aritmetica binaria. Il sistema numerico posizionale in base 2 o notazione binaria, verrà poi, come è noto, "riscoperto" nel XIX secolo da George Boole.
Dopo alcune parziali versioni, la prima vera e integrale traduzione in una lingua europea, fu quella (in tedesco) del grande sinologo Richard Wilhelm che la pubblicò nel 1924 (con una introduzione di Carl Gustav Jung).

## Interrogazione
I metodi di estrazione del responso prevedono estrazioni casuali degli esagrammi riga per riga. Studiandone il meccanismo Carl Gustav Jung coniò il concetto di sincronicità (connessione acausale di uno o più eventi significativi). La corrispondenza dell'estrazione dell'esagramma da una parte e della situazione interrogata dall'altra, ritenute in connessione psichica con l'inconscio personale e collettivo, permette di associare l'esagramma ottenuto alla domanda relativa e ai problemi che essa pone.
Secondo Jung l'idea di associare a dei numeri il principio di base per ottenere l'esagramma deriva dalla filosofia cinese che vede i numeri come un fattore qualitativo e non quantitativo.

### Monete
Il metodo più in uso prevede il lancio di tre monete uguali. Si decide quale lato rappresenti yin e quale yang, e si attribuisce un valore numerico a ciascun lato della moneta, ovvero 2 per yin e 3 per yang. Si effettua quindi una serie di 6 lanci e si sommano i valori ottenuti, ordinandoli progressivamente dal basso (primo posto) verso l'alto (sesto posto). 
Si valuterà il valore di ogni singola linea come segue (nell'esempio croce = yin; testa = yang):
| Moneta 1  | Moneta 2  | Moneta 3  | Somma | Linea equivalente |
| --------- | --------- | --------- | ----- | ----------------- |
| Croce (2) | Croce (2) | Croce (2) | 6     | mobile            |
| Testa (3) | Croce (2) | Croce (2) | 7     | fissa             |
| Testa (3) | Testa (3) | Croce (2) | 8     | fissa             |
| Testa (3) | Testa (3) | Testa (3) | 9     | mobile            |

Esempio:
| Posizione                 | Somma monete | Linee equivalenti | Risultato                |
| ------------------------- | ------------ | ----------------- | ------------------------ |
| Sesto posto (6° lancio)   | 7            | fissa             | Esagramma 50 Il crogiolo |
| Quinto posto (5° lancio)  | 8            | fissa             | Esagramma 50 Il crogiolo |
| Quarto posto (4° lancio)  | 7            | fissa             | Esagramma 50 Il crogiolo |
| Terzo posto (3° lancio)   | 7            | fissa             | Esagramma 50 Il crogiolo |
| Secondo posto (2° lancio) | 7            | fissa             | Esagramma 50 Il crogiolo |
| Primo posto (1° lancio)   | 8            | fissa             | Esagramma 50 Il crogiolo |

La terminologia utilizzata vuole indicare, col termine di linea mobile, una linea "mutevole" che si trasforma dalla polarità originale a quella contrapposta. Una linea spezzata mobile diventa una linea intera fissa. 
Nell'interpretazione oracolare sono proprio questi tipi di linea a dare complessità all'interpretazione e a permettere la comprensione dell'evoluzione degli eventi, ovvero dei mutamenti temporali che accadranno. Infatti, si ponga che un lancio di monete generi un esagramma che abbia al primo posto una linea spezzata mobile, tale esagramma è solamente il punto di partenza da cui ogni cosa si evolve fino ad arrivare ad una situazione descritta dall'esagramma che abbia al primo posto una linea intera (l'evoluzione di una linea spezzata mobile) e le rimanenti linee identiche all'esagramma di partenza.
L'esagramma di partenza andrà valutato per la sua immagine, la sua sentenza e il commento del duca di Chou alla linea risultata mutevole durante il lancio: l'esagramma di arrivo, invece, andrà valutato nella sua interezza fatta eccezione per la linea mutata, e da esso trae origine il consiglio oracolare vero e proprio.
Esempio:
| Posizione                 | Somma monete | Linee equivalenti | Risultato                | Mutazione linee mobili | Esagramma dopo la mutazione        |
| ------------------------- | ------------ | ----------------- | ------------------------ | ---------------------- | ---------------------------------- |
| Seso posto (6° lancio)    | 9            | mobile            | Esagramma 50 Il crogiolo | fissa                  | Esagramma 34 La potenza del grande |
| Quinto posto (5° lancio)  | 8            | fissa             | Esagramma 50 Il crogiolo | fissa                  | Esagramma 34 La potenza del grande |
| Quarto posto (4° lancio)  | 7            | fissa             | Esagramma 50 Il crogiolo | fissa                  | Esagramma 34 La potenza del grande |
| Terzo posto (3° lancio)   | 7            | fissa             | Esagramma 50 Il crogiolo | fissa                  | Esagramma 34 La potenza del grande |
| Secondo posto (2° lancio) | 7            | fissa             | Esagramma 50 Il crogiolo | fissa                  | Esagramma 34 La potenza del grande |
| Primo posto (1° lancio)   | 6            | mobile            | Esagramma 50 Il crogiolo | fissa                  | Esagramma 34 La potenza del grande |

### Steli di millefoglie
Il sistema più tradizionale di estrazione dei responsi è basato non sul veloce lancio di monete ma sulla manipolazione di bastoncini di Achillea millefoglie o Achillea palustre, operazione più lenta che attraverso un preciso rituale permette di raggiungere uno stato mentale più distaccato e quindi una migliore predisposizione all'interpretazione del responso.
Gli steli della pianta selvatica molto comune anche in Italia, raccolti verso maggio-luglio vengono tagliati e seccati per comporre un insieme di 50 bastoncini. Nel processo di estrazione dell'esagramma, dai 50 bastoncini se ne accantona uno senza più usarlo per tutto il procedimento e si resta con 49, prendendo il mucchietto con entrambe le mani si divide in due parti, tenendone uno nella mano destra ed uno nella mano sinistra. Inizialmente si prende un bastoncino dal gruppo di destra e lo si tiene tra il mignolo e l'anulare della sinistra, poi a turno prima col mucchio di destra e poi con quello di sinistra, si accantonano quattro bastoncini per volta, fino a che non restano uno, due, tre o quattro bastoncini e si mettono i resti tra l'anulare ed il medio e poi tra il medio e l'indice della mano sinistra. Al termine possono restare 9 bastoncini (1+4+4 con probabilità {\displaystyle 1/4}) oppure 5 bastoncini (1+3+1, 1+2+2, 1+1+3 con probabilità {\displaystyle 3/4}). Si accantonano i 9 o 5 bastoncini e si ripete il processo una seconda volta partendo dal mucchietto di 44 o 40, questa volta ottenendo un numero pari di resto di 8 o 4 bastoncini. Di nuovo si accantonano e partendo dal mucchietto di 32, 36 o 40, si ottiene ancora un numero di 8 o 4 bastoncini.
Un gruppo di 5 o 4 bastoncini è considerato una unità, associata al numero "tre" (maschile).

Un gruppo di 9 o 8 bastoncini è invece una doppia unità, associata al numero "due" (femminile).
Per calcolare il valore della riga dell'esagramma si considera la seguente tabella:
9+8+8 associato a 2+2+2 = 6 linea spezzata mobile
9+8+4 associato a 2+2+3 = 7 linea intera fissa

9+4+8 associato a 2+3+2 = 7 linea intera fissa

5+8+8 associato a 3+2+2 = 7 linea intera fissa
9+4+4 associato a 2+3+3 = 8 linea spezzata fissa

5+8+4 associato a 3+2+3 = 8 linea spezzata fissa

5+4+8 associato a 3+3+2 = 8 linea spezzata fissa
5+4+4 associato a 3+3+3 = 9 linea intera mobile
si trascrive il risultato come riga intera o spezzata, mobile o fissa e si ripete l'intero procedimento (con i 49 bastoncini) sei volte per comporre l'esagramma dalla riga in prima posizione (più bassa) fino alla riga in sesta posizione (più alta).
Al termine del procedimento si ricompone il mucchio di 50 bastoncini, lo si ripone e si passa all'interpretazione del responso.

#### Trigrammi

La bandiera della Corea del Sud con i suoi quattro trigrammi rappresentanti cielo, acqua, terra e fuoco

La bandiera dell'Impero del Vietnam utilizza il trigramma del fuoco